# Wallburgen im Bergischen Land
Wallburgen im Bergischen Land sind frühe Befestigungen aus der Vor- und Frühgeschichte sowie dem frühen Mittelalter im Bereich des Bergischen Lands, dem früheren Territorium des Herzogtums Berg.

## Wuppertal
| Wallburg                  | Ort                                                | Zeit      | Anmerkungen / Bild |
| ------------------------- | -------------------------------------------------- | --------- | --- |
| Ringwallanlage Burggraben | im Staatsforst Burgholz 51° 12′ 49″ N, 7° 6′ 39″ O | unbekannt | Die Ringwallanlage befindet sich am Ende eines Sporns des Burggrafenbergs (282,8 m über NN), der zu der Mündung des Burgholzbachtals im Tal der Wupper weist. Die Anlage befindet sich mitten im Wald gelegen im unteren Drittel des Burggrafenbergs auf 227 m über NN. |
| Burg Engelnberg           | in Elberfeld-Ostersbaum 51° 15′ 53″ N, 7° 9′ 3″ O  | unbekannt | In einer Urkunde, die auf das Jahr 1793 datiert ist, wird ein Wall auf dem Engelnberg erwähnt, der zu einer mittelalterlichen Wallburg gehören soll. |

## Solingen
| Wallburg                    | Ort                                                 | Zeit      | Anmerkungen / Bild |
| --------------------------- | --------------------------------------------------- | --------- | --- |
| Ringwallanlage Galapa       | in Burg an der Wupper 51° 8′ 12,5″ N, 7° 8′ 39,6″ O | unbekannt | Die Gesamtanlage inklusive eines vorgelagerten Wallgrabens besitzt eine Länge von 600 m. Gegen Westen ist sie durch einen ca. 180 m langen Vorwall abgeschlossen, der Innenwall mit Graben ist etwa 65 m lang und 18 m breit. Ob dieser Vorwall gleichzeitig errichtet wurde, ist offen. Die Wälle besitzen einen Mauerkern mit Mörtelung. Ein Zugang ist nicht zu erkennen; Rafael von Uslar nimmt an, dass es sich um eine oberfränkische Wehranlage handelt, bei der eine Brücke über den Graben anzunehmen ist. |
| Ringwallanlage Wiesenkotten | beim Wiesenkotten                                   | unbekannt | Abschnittsbefestigung oberhalb der Wupper. |
| Ringwallanlage Heidenkeller | bei Glüder                                          | unbekannt | Abschnittsbefestigung oberhalb der Wupper. |

## Remscheid
| Wallburg              | Ort                                      | Zeit      | Anmerkungen / Bild |
| --------------------- | ---------------------------------------- | --------- | --- |
| Wallburg bei Müngsten | bei Müngsten 51° 10′ 5,6″ N, 7° 8′ 39″ O | unbekannt | Die Ringwallanlage befindet sich in einem Waldgebiet namens Schimmelbusch bei Müngsten, und zwar am Südhang des Morsbachtals, oberhalb der Mündung des Morsbaches in die Wupper. Unweit der Kammhöhe zieht sich die Wallburg als ungleichmäßiges Viereck mit geradlinigen Kanten hin. |

## Leverkusen
| Wallburg                 | Ort                                          | Zeit      | Anmerkungen / Bild                  |
| ------------------------ | -------------------------------------------- | --------- | ----------------------------------- |
| Motte Kurtekotten        | bei Kurtekotten 51° 1′ 8,7″ N, 7° 0′ 27,7″ O | unbekannt | Motte mit erhaltenen Wassergraben   |
| Motte bei Rheindorf      | bei Rheindorf                                | unbekannt | Motte am Wupperufer vor Rheindorf   |
| Burghügel Schlebusch     | bei Schlebusch                               | unbekannt | Flacher Burghügel ist vorhanden     |
| Motte bei Schlebuschrath | bei Schlebuschrath                           | unbekannt | Reste des Burghügels sind vorhanden |

## Oberbergischer Kreis
| Wallburg                   | Ort                                                                       | Zeit                | Anmerkungen / Bild |
| -------------------------- | ------------------------------------------------------------------------- | ------------------- | --- |
| Burg Zinne                 | in Bergneustadt                                                           | unbekannt           | Wallburg auf einer Halbinsel in der Aggertalsperre. |
| Wallburg Engelskirchen     | in Engelskirchen                                                          | unbekannt           | Wallburg auf der Bergkuppe oberhalb Engelskirchen. |
| Burgberg in Gummersbach    | in Gummersbach                                                            | unbekannt           | Wallburg auf dem Burgberg in Gummersbach. |
| Ringwallanlage Oberburghof | bei Hückeswagen-Oberburghof 51° 6′ 55″ N, 7° 18′ 36″ O                    | 11.–12. Jahrhundert | Die Ringwallanlage Oberburghof ist eine Ringwallanlage aus dem Früh- oder Hochmittelalter nahe der Ortschaft Oberburghof in Hückeswagen. Sie befindet sich auf einem Burgberg im Waldgebiet der Mul. Der Ringwall, auch Borberg genannt, liegt auf einer Bergzunge, die nach drei Seiten in Siefen abfällt. Das ansteigende Gelände nach Nordosten ist durch drei Wälle mit vorgelegten Gräben abgeriegelt. Möglicherweise, aber nicht nachgewiesen, besteht ein Zusammenhang mit der nahe gelegenen Erzverhüttung im Gebiet der Mul. |
| Ringwallanlage Am Bilstein | in Hückeswagen oberhalb der Wuppertalsperre 51° 10′ 35,9″ N, 7° 18′ 29″ O | unbekannt           | Bei dem Wall handelt es sich um eine mittelalterliche Befestigung, die zum Bodendenkmal erklärt wurde. Es sind nur noch Reste des Abschnittswalls erhalten. Er wurde direkt an der ehemaligen Mündung des Baches Dörpe in die Wupper errichtet. Der Wall war 40 Meter lang, davor befand sich ein zehn Meter breiter Graben. Das Felsmassiv befindet sich auf einer Höhe von 280 Metern über NN. |
| Motte bei Dierl            | bei Hückeswagen-Dierl                                                     | unbekannt           | Motte, rechteckiger grabenumgebener Hügel. |

## Rheinisch-Bergischer Kreis
| Wallburg                         | Ort                                                       | Zeit                               | Anmerkungen / Bild |
| -------------------------------- | --------------------------------------------------------- | ---------------------------------- | --- |
| Erdenburg                        | in Moitzfeld 50° 58′ 14,1″ N, 7° 10′ 26,6″ O              | Eisenzeit                          | Nach einer 1968 durchgeführten Untersuchung mit der Radiokarbonmethode stammt die Anlage aus der Zeit 310 ± 80 v. Chr. Zu dieser Zeit lebten Sugambrer in der Gegend. |
| Eifgenburg                       | in Burscheid 51° 4′ 28″ N, 7° 8′ 36″ O                    | 10. Jahrhundert                    | Die Eifgenburg ist eine ehemalige Hangburg in Burscheid. Dabei handelt es sich um eine frühmittelalterliche Befestigungsanlage aus dem 10. Jahrhundert. Die Datierung erfolgte nach dem Fund von Tonscherben. Sie diente als Flieh- und Schutzburg. Die geschützten Reste befinden sich am rechten Ufer des Eifgenbachs. |
| Ringwall Burgring                | in Kürten                                                 | vermtl. 10. Jahrhundert            | Zum Teil verschwundene Wallburg bei Sürth an der Straße Kürten-Wipperfürth. |
| Wallburg Ziegwebersberg          | in Leichlingen                                            | unbekannt                          | In Ziegwebersberg an der Wupper. |
| Ringwall Lüderich                | in Steinenbrück 50° 55′ 56,8″ N, 7° 12′ 41″ O             | Eisenzeit                          | Auf dem Lüderich |
| Alte Burg Erberich               | in Odenthal-Erberich 51° 2′ 52,5″ N, 7° 7′ 1,1″ O         | evtl. 13. – 9. Jahrhundert v. Chr. | Die Wallreste von fünf gestaffelten Abschnittswällen sind erhalten. |
| Motte Wiebershausen/Niederscherf | in Odenthal-Niederscherf 51° 1′ 22,7″ N, 7° 8′ 0,3″ O     | ca. 11./12. Jahrhundert            | Ovaler Burghügel, umfangreiches Wall- und Grabensystem im Scherfbachtal an der Straße von Odenthal nach Bechen. Wahrscheinlich älterer Rittersitz der Herren von Scherf. |
| Motte Beienburg                  | in Rösrath-Forsbach                                       | ca. 12. Jahrhundert                | Ein mehr als vier Meter hoher Burghügel ist erhalten. Wahrscheinlich ältester Rittersitz der Herren von Forsbach, die 1373 erstmals beurkundet wurden. Diese errichteten im Spätmittelalter unweit entfernt ein festes Haus im Bereich des heutigen Halfenhofs.                                                          |
| Wallburg Overath                 | bei Overath-Burg (Overath) 50° 56′ 16,4″ N, 7° 18′ 5,3″ O | unbekannt                          | Wallreste sind erhalten. |
| Wallburg Hohkeppel               | bei Overath-Kepplerburg 50° 58′ 35,6″ N, 7° 17′ 25,2″ O   | unbekannt                          | Wallreste sind erhalten. |

## Kreis Mettmann
| Wallburg               | Ort                                          | Zeit               | Anmerkungen / Bild |
| ---------------------- | -------------------------------------------- | ------------------ | --- |
| Holterhöfchen          | in Hilden 51° 10′ 1,8″ N, 6° 56′ 42,7″ O     | 9.–10. Jahrhundert | Holterhöfchen ist ein mittelalterliches Bauwerk in der Stadt Hilden (Kreis Mettmann). Die Anlage zeigt sich als ein doppelter Ringwall mit einem dazwischengefügten Abschnittswall im S-Teil. Weiter gibt es ein Restmauerwerk im quadratischen Grundriss, der ebenfalls wahrscheinlich mittelalterlich (9. bis 10. Jahrhundert) ist.                              |
| Motte Schwanenmühle    | in Langenfeld 51° 8′ 30,7″ N, 6° 58′ 31,8″ O | unbekannt          | Die Motte Schwanenmühle, im Volksmund auch „Schwanenburg“ genannt, ist eine früh-/hochmittelalterliche Befestigungsanlage im Langenfelder Stadtteil Wiescheid an der Stadtgrenze zu Solingen am Westrand des Bergischen Landes, (NRW). Von der Anlage sind noch die Wallanlagen sowie der eigentliche Turmhügel der Motte für den Wohnturm des Burgherrn erhalten. |
| Wallburg im Neandertal | in Mettmann                                  | unbekannt          | Große Wallburg auf einem Bergsporn am Zusammenfluss von Düssel und Mettmanner Bach. |
| Wallburg Kibbenheide   | in Mettmann-Metzkausen                       | unbekannt          | In jüngerer Zeit zerstörte Wallburg. |
| Wallburg Langenberg    | in Velbert-Langenberg                        | unbekannt          | Wallburg bei Langenberg |